# Gràcia Territori Sonor
Gràcia Territori Sonor és una associació sense ànim de lucre de la Vila de Gràcia, Barcelona, fundada el 1996 per Víctor Nubla i Juan Crek juntament amb Bel·lo Torras, Rosa Pera, Claudi Feliu i Sergi Dolader. Destaca per ser l'organitzadora, des d'aquell mateix any, del Dispositiu LEM, un cicle de música experimental que s'ha mantingut en diversos formats i de què, a data de 2023, se n'han celebrat 28 edicions.
El LEM, com tota l'activitat de Gràcia Territori Sonor (GTS), és un contenidor de dissidències estilístiques on s'exploren tant les virtualment infinites possibilitats sonores com la relació de la música amb altres formes artístiques com la polipoesia, la dansa, les instal·lacions i els diferents corrents de la improvisació contemporània.

## Els principis fundacionals
El projecte va néixer per iniciativa d'un grup de músics, investigadors sonors i altres persones vinculades a les arts i la comunicació de la ciutat de Barcelona davant la manca de circuits per a la difusió i promoció de l'experimentació musical. Des d'un inici ha volgut fomentar expressions culturals actives i creatives, que posin en dubte les certeses formals i que donin lloc a noves situacions estètiques. En paraules de Víctor Nubla, GTS programa "música normal, perquè el que no és normal és que tothom escolti la mateixa música".
Gràcia Territori Sonor defuig la massificació que ha anat engolint la Barcelona de finals del segle XX i principis del XXI i manté les formes activistes de les iniciatives filantròpiques dels vuitanta, afegint-hi una ferma voluntat de professionalització o, en aquests dies, de lluita permanent contra la precarització del sector de l'art i la cultura.

## Una xarxa per mantenir la varietat d'oferta cultural
Tot i tenir un local propi, on tenen lloc accions com ara el cicle d'improvisació Encontres en l'Espai-Temps (EET), GTS busca la simbiosi amb espais i entitats de Gràcia i de Barcelona, intervenint puntualment en qualsevol lloc de la ciutat i interactuant dins les xarxes i circuits afins. Gràcies a això, el projecte ha pogut mantenir-se i estendre's i, alhora, esdevenir una plataforma per a creadors i un model per a nous projectes emergents, alhora que ha contribuït decisivament a que Gràcia esdevingui un punt de referència de la música experimental en l'àmbit europeu.
Malgrat els alts i baixos que han viscut tant l'associació com el barri i tota la ciutat durant les darreres tres dècades, GTS ha continuat treballant per mantenir una xarxa d'entitats, locals, sales, teatres, laboratoris de so, estudis de gravació, discogràfiques... sovint fent de pont entre espais públics i privats per tal de millorar –o mantenir– la varietat d'oferta cultural de Gràcia i de tota la ciutat de Barcelona.

## Dispositius
- LEM – Encontre Internacional de Música Experimental de Gràcia - Barcelona
- Encontres en l'Espai-Temps: Cicle de concerts d'improvisació entre músics o entre músics i artistes de disciplines diferents –performance, poesia, pintura, vídeoart–... que molt sovint no es coneixien fins poc abans de la sessió.
- Laboratori Àgape: Desenvolupament d'espectacles que combinen música, poesia i gastronomia i el resultat del qual es presenta en un dels actes centrals del LEM.
- Microtopies: Convocatòria global de miniatures sonores. Aquest projecte, que fa més d'una dècada que dura, aconsegueix reunir cada any més de 70 peces provinents de desenes de països de pràcticament tots els continents, resultant en una mostra dels camins que està prenent l'experimentació a tot el planeta.
- Teranyines: Gràcia Territori Sonor va crear aquest projecte l'any 2020 per incidir encara més en la reivindicació i la promoció de les dones com a creadores. En aquest dispositiu, artistes sonores i d'altres disciplines es reuneixen per tal de crear peces conjuntes que són presentades durant el Dispositiu LEM.

## Reconeixements i suports
Gràcia Territori Sonor i el Dispositiu LEM han estat reconeguts amb la Medalla d'Honor de Barcelona (1997) o el Premi Altaveu (1997), a més del segell EFFE de l'Associació Europea de Festivals, una iniciativa de la Unió Europea que distingeix els cicles i festivals artístics amb una implicació destacada en les arts, la seva comunitat i la projecció internacional.
L'associació compta amb el suport de l'Institut de Cultura de l'Ajuntament de Barcelona (ICUB), el Districte de Gràcia, i l'Àrea de Música de l'Institut Català de les Empreses Culturals (ICEC) del Departament de Cultura de la Generalitat de Catalunya.